# ماساو يوشيدا
ماساو يوشيدا (باليابانية: 吉田昌郎؛ بالكانا: よしだ まさお) هو مهندس ياباني، ولد في 17 فبراير 1955 في أوساكا في اليابان، وتوفي في 9 يوليو 2013 في شينجوكو في اليابان بسبب سرطان المريء.